# Iphofen
Iphofen est une ville allemande, située dans le nord-ouest de la Bavière, dans l'arrondissement de Kitzingen. Elle possède de nombreuses maisons à colombages et monuments remontant jusqu'au XVe siècle.

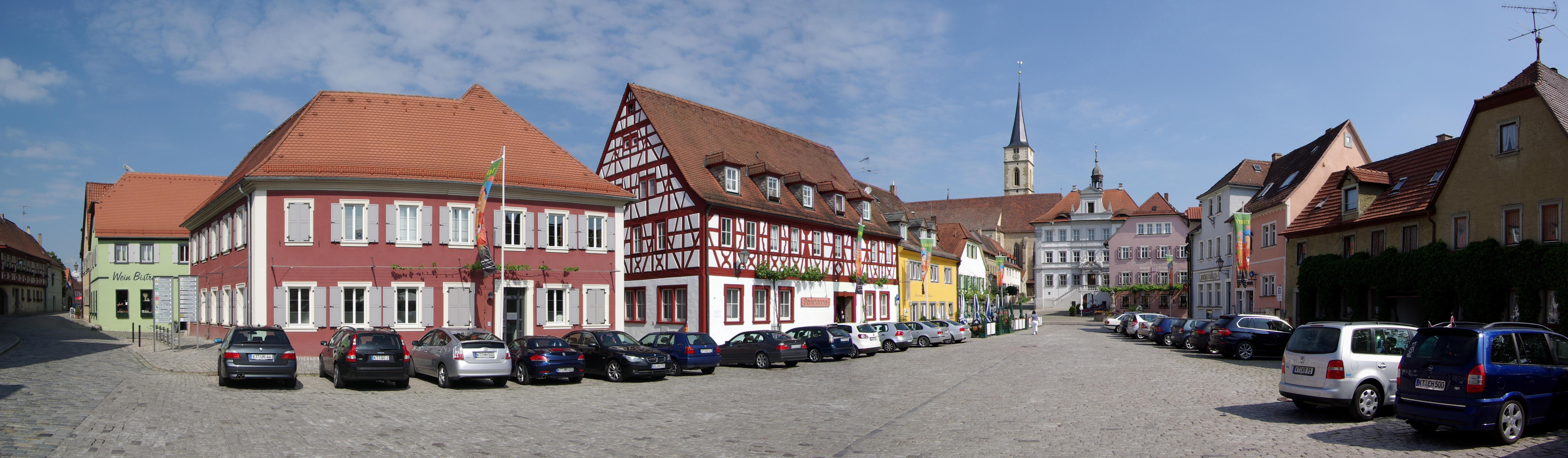
Panorama de la place du marché à Iphofen.

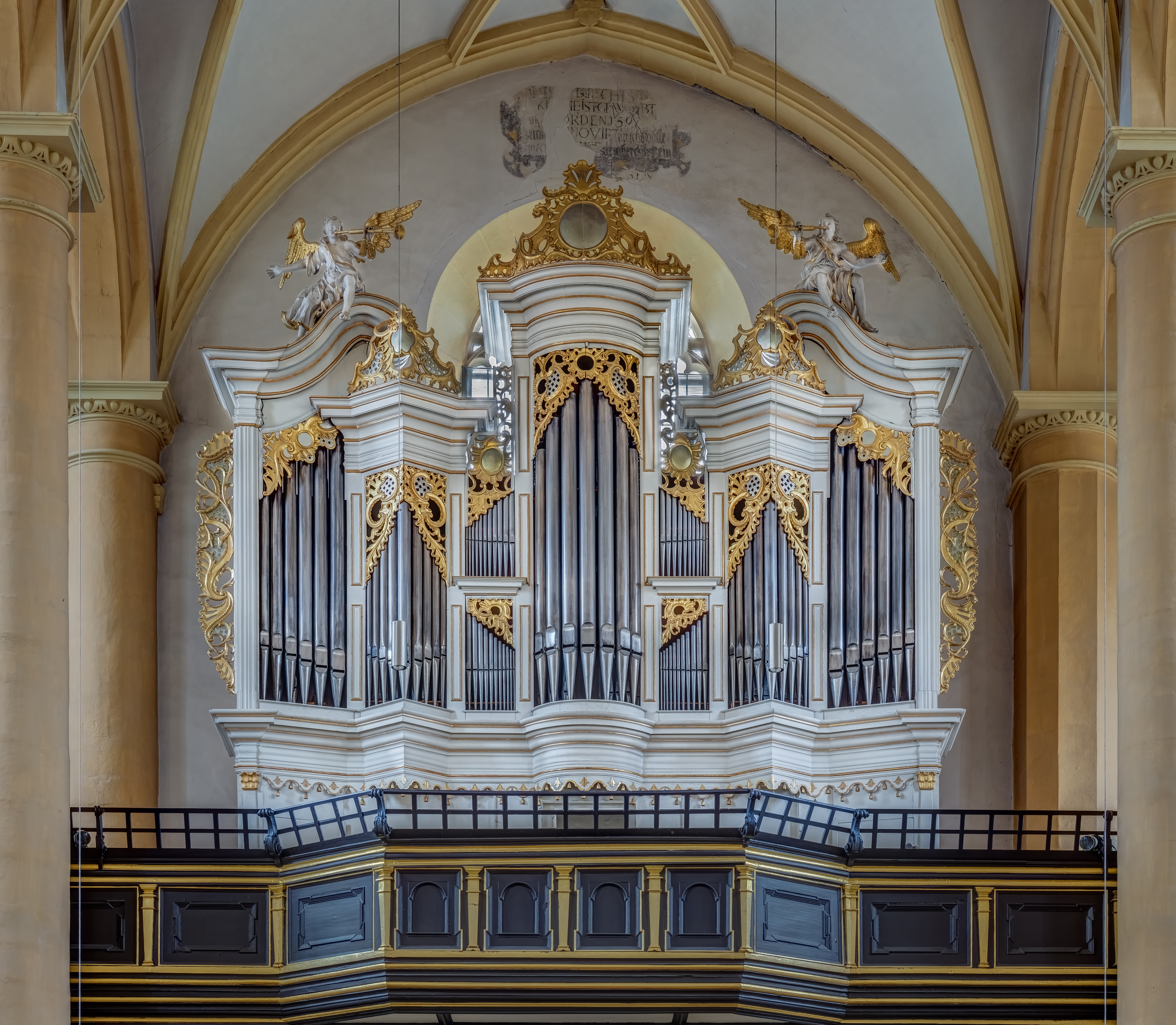
L'orgue de l'église catholique St Veit à Iphofen. Octobre 2020.

## Économie
Iphofen est le siège du groupe Knauf, producteur de matériaux de construction, qui y a ouvert en 1983 son propre musée, consacré à des bas-reliefs et moulages d'œuvres de l'antiquité.

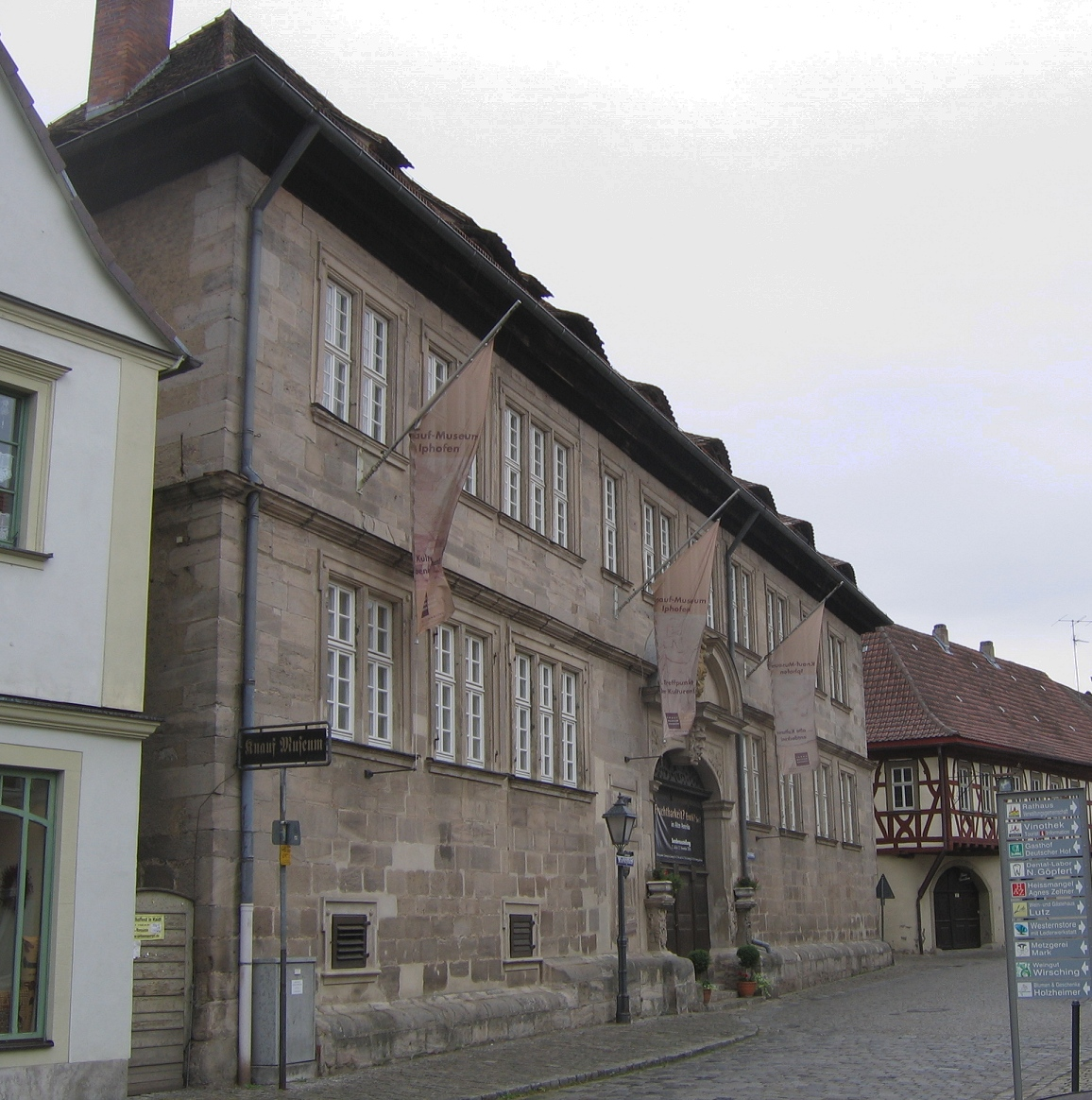
Le musée Knauf est installé dans un bâtiment datant de 1693.